# Lukas Pöstlberger
Lukas Pöstlberger (* 10. ledna 1992) je rakouský profesionální silniční cyklista jezdící za UCI WorldTeam Team Jayco–AlUla.
V květnu 2017 byl jmenován na startovní listině Gira d'Italia 2017. Podařilo se mu vyhrát úvodní etapu závodu, čímž se stal prvním rakouským etapovým vítězem a prvním rakouským lídrem celkového pořadí na Giru d'Italia. V červenci 2018 byl jmenován na startovní listině Tour de France 2018.

## Hlavní výsledky
2011
Sibiu Cycling Tour
vítěz 1. etapy (TTT)
Národní šampionát
5. místo časovka
2012
Národní šampionát
 vítěz silničního závodu
4. místo časovka
Tour de l'Avenir
vítěz 3. etapy
2013
vítěz GP Kranj
Národní šampionát
5. místo silniční závod
Kolem Al Zubarahu
5. místo celkově
Sibiu Cycling Tour
6. místo celkově
 vítěz soutěže mladých jezdců
Mistrovství Evropy
9. místo silniční závod do 23 let
9. místo Gran Premio San Giuseppe
2014
vítěz Tour Bohemia
2015
An Post Rás
 celkový vítěz
Kolem Rakouska
vítěz 7. etapy
Oberösterreich Rundfahrt
 vítěz vrchařské soutěže
2. místo Bělehrad–Banja Luka II
3. místo Trofeo Edil C
Národní šampionát
4. místo časovka
Istrian Spring Trophy
10. místo celkově
vítěz prologu
2016
Oberösterreich Rundfahrt
vítěz 4. etapy
10. místo Druivenkoers Overijse
2017
Giro d'Italia
vítěz 1. etapy
lídr  &  po 1. etapě
lídr  po etapách 1 a 2
Národní šampionát
2. místo silniční závod
3. místo časovka
5. místo E3 Harelbeke
2018
Národní šampionát
 vítěz silničního závodu
4. místo časovka
2019
4. místo Dwars door Vlaanderen
Okolo Slovenska
8. místo celkově
2021
Critérium du Dauphiné
vítěz 2. etapy
2022
Národní šampionát
3. místo silniční závod
2023
Národní šampionát
3. místo silniční závod
10. místo Clàssica Comunitat Valenciana 1969

### Výsledky na Grand Tours
| Grand Tour      | 2017 | 2018 | 2019 | 2020 | 2021 | 2022 | 2023 |
| --------------- | ---- | ---- | ---- | ---- | ---- | ---- | ---- |
| Giro d'Italia   | 114  | —    | —    | —    | —    | —    | 95   |
| Tour de France  | —    | 132  | DNF  | DNF  | 116  | —    |      |
| Vuelta a España | —    | DNF  | —    | —    | —    | —    |      |

| —   | Nezúčastnil se |
| DNF | Nedokončil     |